# Конфедерація вільних профспілок України

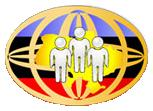
Логотип Конфедерації вільних профспілок України

Конфедерація Вільних профспілок України (скор. КВПУ) — всеукраїнська організація, що об'єднує незалежні (вільні) профспілкові організації України. Є членом Міжнародної конфедерації профспілок. КВПУ будується на конфедеративній основі та діє на засадах солідарності членських організацій, єдності у досягненні цілей, гласності та колегіальності в роботі своїх керівних органів, а також відповідальності членської організації за виконання прийнятих рішень.

## Історія створення
Конфедерація Вільних профспілок України веде свою історію з кінця 1980-х років, коли в Україні й усьому колишньому СРСР відновився незалежний профспілковий рух.
Створення незалежних профспілок було і є природною реакцією найманих працівників на неможливість отримати реальний захист своїх трудових і соціально-економічних прав та інтересів з боку старих, одержавлених профспілок.
Перші незалежні профспілки в Україні виникли на тлі гострих трудових конфліктів передусім у видобувних і транспортних галузях, де праця робітників найбільш небезпечна і відповідальна. Саме в цих галузях вже з 1988 року почались локальні страйки, а невдовзі — масові.
Незалежні профспілки започатковувались як робітничі об'єднання вищого організаційного рівня порівняно зі страйковими комітетами. Це відповідало переходові від стихійних робітничих заворушень до постійної, систематичної і різноманітної за формами боротьби найманих працівників за свої права та інтереси (страйки та інші акції протесту, колективні переговори і укладення колективних договорів та угод, судові позови, пошук політичних партнерів, участь у виборчих кампаніях, звернення до міжнародних інституцій тощо).
Однією з дієвих форм такої боротьби стала взаємна солідарна підтримка незалежних профспілок працівників різних галузей. В перші роки Української Незалежності йшов інтенсивний пошук оптимальних способів консолідації незалежного профспілкового руху в Україні.
У червні 1997 року було створено Об'єднання Вільних профспілок України.
23 грудня 1998 року відбувся позачерговий з'їзд, на якому Об'єднання Вільних профспілок України було реорганізовано у Конфедерацію Вільних профспілок України (КВПУ [Архівовано 28 грудня 2011 у Wayback Machine.]).

## Керівництво
Волинець Михайло Якович — Голова Конфедерації Вільних профспілок України